# Sac de Rome (390 av. J.-C.)
Pour les articles homonymes, voir Sac de Rome.
Batailles
- Rome (404 av. J.-C.)
- Melpum (396 av. J.-C.)
- Allia (390 av. J.-C.)
- Rome (396 av. J.-C.)
- Rome (390 av. J.-C.)
- Rivière Anio (367 av. J.-C.)
- autariates (310 av. J.-C.)
- Clusium (295 av. J.-C.)
- Sentinum (295 av. J.-C.)
- Arretium (284 ou 283 av. J.-C.)
- Vadimon (283 av. J.-C.)
- Macédoine (279 av. J.-C.)
- Fiesole (225 av. J.-C.)
- Télamon (225 av. J.-C.)
- Clastidium (222 av. J.-C.)
- Crémone (200 av. J.-C.)
- Placentia (en) (194 av. J.-C.)
- Mutina (en) (193 av. J.-C.)

Le sac de Rome de 390 av. J.-C. selon la chronologie varronienne ou 387 av. J.-C. selon la chronologie grecque, est la conséquence de la victoire des Gaulois sénons menés par Brennus sur les troupes romaines lors de la bataille de l'Allia, succès militaire leur permettant d'investir la ville et d'exiger des Romains vaincus le paiement d'une lourde rançon.
Il s'agit pour les Romains d'un des épisodes les plus traumatisants de leur histoire. Les annalistes et historiens antiques tels que Polybe, Tite-Live, Diodore de Sicile ou Plutarque, qui écrivent près de quatre siècles plus tard, témoignent de la profondeur de ce traumatisme.
Les récits de la bataille de l'Allia et du sac de Rome ont été écrits des siècles après les événements, et leur fiabilité est discutée par les historiens modernes, qui ont montré que certaines parties du récit tenaient de la mythologie, et d'autres de transferts de l'histoire grecque. Cette narration tardive peut également expliquer les écarts entre Tite-Live et Diodore de Sicile en ce qui concerne le sac de la ville.

## Le contexte

### L'invasion gauloise
Le sac de Rome s'inscrit dans le cadre des invasions gauloises du Nord de l'Italie qui est donc à ce moment-là une zone de combats récurrents, où les migrants transalpins se heurtent aux Étrusques et aux Vénètes. Il est possible que ces mouvements d'invasion soient liés au plus vaste conflit qui oppose les Syracusains, Grecs de Sicile, au monde étrusque. Ainsi, les Gaulois intervenant en Italie, bousculant les Étrusques sur leurs terres, agissent dans l'intérêt du tyran syracusain Denys l'Ancien, ce dernier aurait donc pu les enrôler à dessein,.
Des troupes sénones dirigées par le chef gaulois Brennus traversent les Apennins et assiègent la ville étrusque de Clusium. Selon la tradition la plus courante, les habitants de Clusium décident de requérir l'aide des Romains. Ces derniers entament des négociations avec les Gaulois pour finalement les rompre et s'engager au côté des forces de Clusium lors d'une attaque. Le comportement des ambassadeurs romains constitue pour les Gaulois un casus belli. S'ensuit un échange diplomatique entre Rome et les Gaulois, dans lequel ces derniers demandent réparation. Le Sénat romain, en repoussant cet ultimatum, provoque l'envoi d'une expédition punitive,.

### La situation à Rome
Quelques années auparavant, en 396 av. J.-C., les Romains se sont emparés de la cité étrusque rivale de Véies, augmentant considérablement la superficie des terres sous leur contrôle. Rome n'a donc jamais été aussi puissante, d'un point de vue militaire comme économique, et semble alors invincible. L'invasion gauloise met un terme temporairement à cette suprématie et à cette expansion, représentant pour Rome un des plus grands dangers auquel la ville a dû faire face jusqu'alors.
L'année précédente, la tradition a opportunément envoyé l'ancien dictateur Camille en exil dans la ville d'Ardée, lui évitant ainsi de prendre part à la déroute romaine face aux Gaulois. À l'origine de cet exil se trouve une accusation de détournement d'une partie du butin conquis lors de la prise de Véies. Les Romains doivent ainsi composer en l'absence de leur meilleur général et homme politique.

### Le désastre de l'Allia
Un premier affrontement oppose les troupes romaines et les troupes gauloises de Brennus sur les rives de l'Allia, à seulement 16 kilomètres au nord de Rome. Les effectifs en présence sont estimés à 15 000 hommes du côté des Romains et 30 000 hommes du côté des Gaulois. Les Romains sont rapidement submergés, en raison notamment de leur infériorité numérique, d'une mauvaise préparation des troupes qui ne connaissent pas la stratégie de guerre gauloise, et dont les choix tactiques seront déjoués par les Gaulois. Les survivants se réfugient essentiellement à Véies, seuls quelques-uns parviennent à revenir à Rome. La déroute totale de l'armée romaine laisse Rome sans défense, sachant que pour réunir la plus grande armée possible, les Romains ont été contraints de dégarnir les défenses de la ville. La facilité avec laquelle la victoire sera remportée étonne les Gaulois, qui se méfient et soupçonnent les Romains de leur tendre un piège. Ils s'avancent alors vers Rome, mais avec prudence.

## Les Gaulois dans Rome

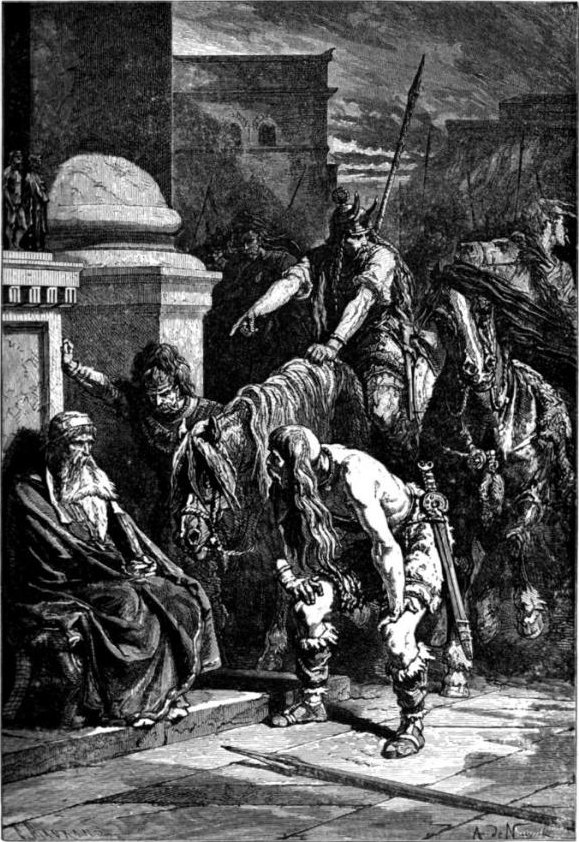
« Les Gaulois dans Rome », Alphonse de Neuville, 1883. Sur cette illustration sont représentés des Gaulois entourant un Romain âgé ayant prononcé la devotio et attendant la mort.

### La fuite vers Cæré
Selon Tite-Live, après le désastre de l'Allia (dies Alliensis), réalisant que la situation est devenue désespérée, les Romains abandonnent toute idée de défendre Rome. Une des premières mesures prises par les autorités romaines est de mettre en sûreté les objets sacrés de la ville, sous la garde des vestales et des flamines. Ils sont envoyés à Cæré, cité étrusque alliée, sous le commandement du plébéien Lucius Albinius,, accompagné d'une partie de la population romaine.

### Ladevotiodes magistrats âgés
Pour ceux qui restent à Rome, il est décidé que tous les hommes en âge de se battre (militaris iuuentus) ainsi que les sénateurs dans la force de l'âge, accompagnés de leurs épouses et de leurs enfants, doivent se retrancher dans la citadelle de l'Arx et sur le Capitole, positions fortifiées plus faciles à défendre. Les magistrats les plus âgés (seniores) prononcent la formule de la devotio, par laquelle ils acceptent de se sacrifier et d'attendre l'arrivée des Gaulois, vouant leur propre personne et les ennemis aux dieux infernaux,.
Les Gaulois entrent dans Rome trois jours après la défaite romaine sur l'Allia. N'étant pas équipés de machines de siège, les Gaulois établissent le siège autour du Capitole et se mettent rapidement à piller le reste de la ville. Selon Tite-Live, le signal du pillage aurait été donné par une altercation entre un certain Marcus Papirius et un guerrier gaulois. Pour se défendre du guerrier qui lui tire la barbe, le Romain lui assène un coup sur la tête avec son sceptre d'ivoire, ce qui déclenche le massacre. Les Gaulois brûlent Rome et tuent les habitants demeurés sur place.

« Après le meurtre des hauts personnages, on n'épargna plus personne, les maisons furent pillées et incendiées. »

— Tite-Live, Histoire romaine, V, 41

### Le siège de la citadelle du Capitole
Camille, qui a échappé au désastre de l'Allia, tenu au courant des événements depuis Ardée, où il se trouve en exil, commence à rassembler une armée de secours, avec les survivants de l'Allia qui se sont retranchés dans Véies. Malgré leur défaite récente, ces derniers ont lancé des attaques contre des pillards étrusques venus rôder autour de Rome pour profiter de la situation.
Pendant ce temps, à Rome, les assiégeants gaulois tentent un assaut sur la citadelle romaine, mais l'attaque est repoussée. Plutarque ne mentionne pas clairement cet assaut. Les Gaulois semblent alors renoncer à mener une attaque frontale, et se préparent à un long siège. Toutefois, les Gaulois tentent un second assaut sous le couvert de la nuit. Celui-ci aurait été déjoué grâce aux oies sacrées de Junon, qui, par leurs cris, auraient éveillé l'attention de Marcus Manlius. Ce dernier empêche les assaillants de prendre pied au sommet de la colline, méritant ainsi le surnom de Capitolinus.
Durant le siège, le jeune pontife Caius Fabius Dorsuo se fait également remarquer en n'hésitant pas à quitter le refuge du Capitole, traverser les lignes ennemies et rejoindre le Quirinal pour y célébrer une cérémonie familiale. Les Gaulois, pris de stupeur face à cet acte de courage et de piété, l'auraient laissé passer. Les épisodes de Manlius et Fabius Dorsuo sont considérés aujourd'hui comme légendaires et sont l'occasion pour les auteurs antiques de mêler les dieux au conflit, et de montrer clairement qu'ils offrent leurs faveurs aux Romains.

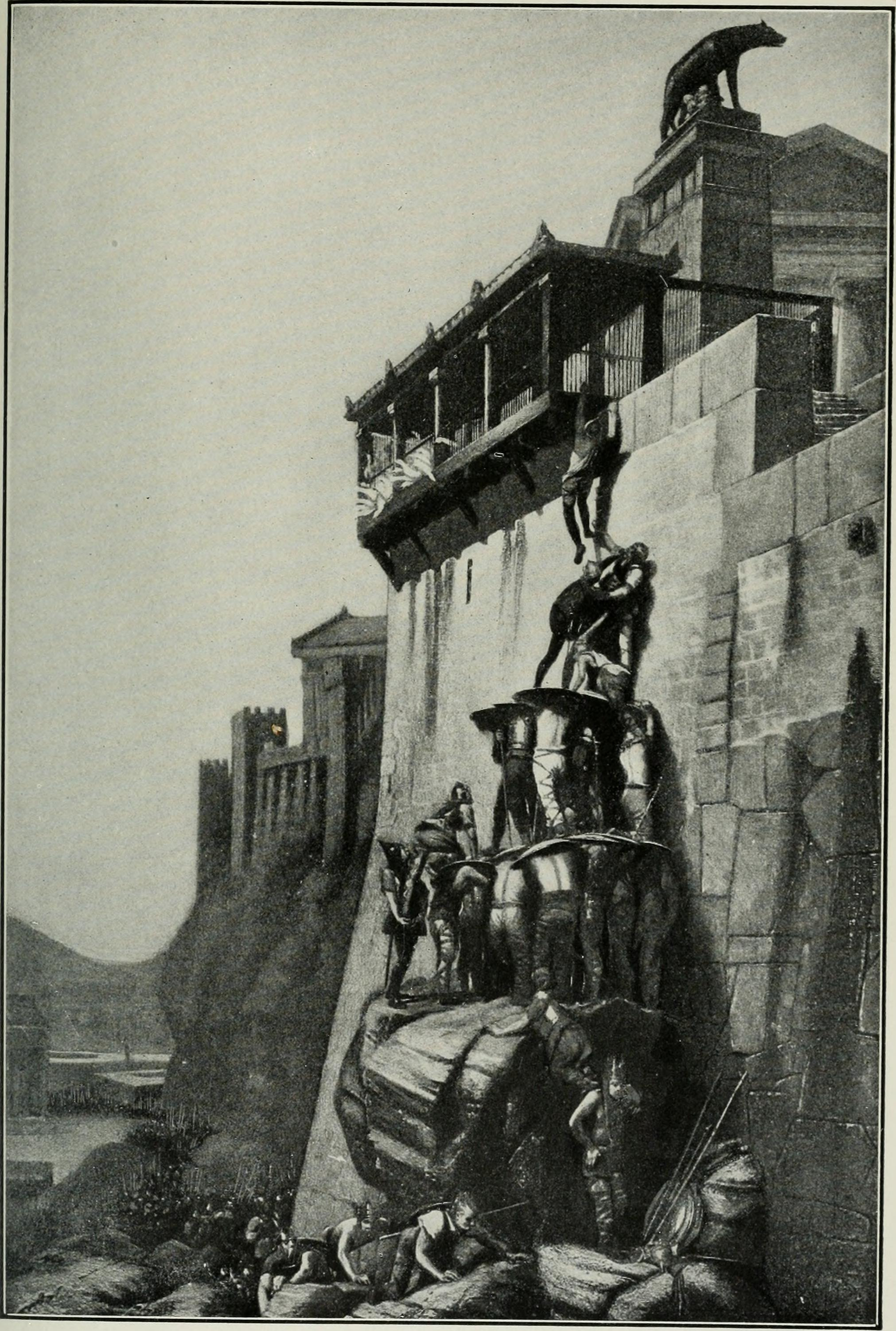
« Les oies sauvent Rome », illustration de l'ouvrage The story of the greatest nations, from the dawn of history to the twentieth century, 1900.
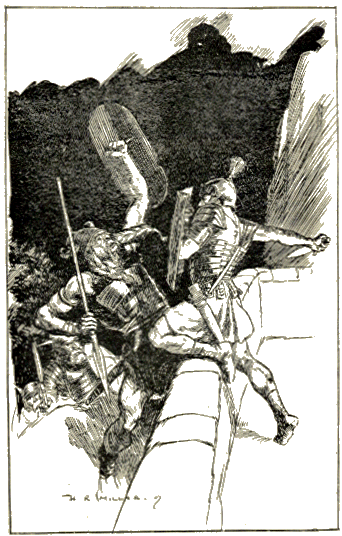
« Juste à temps pour repousser les premiers assaillants », illustration de l'ouvrage Stories from Ancient Rome d'Alfred J. Church.
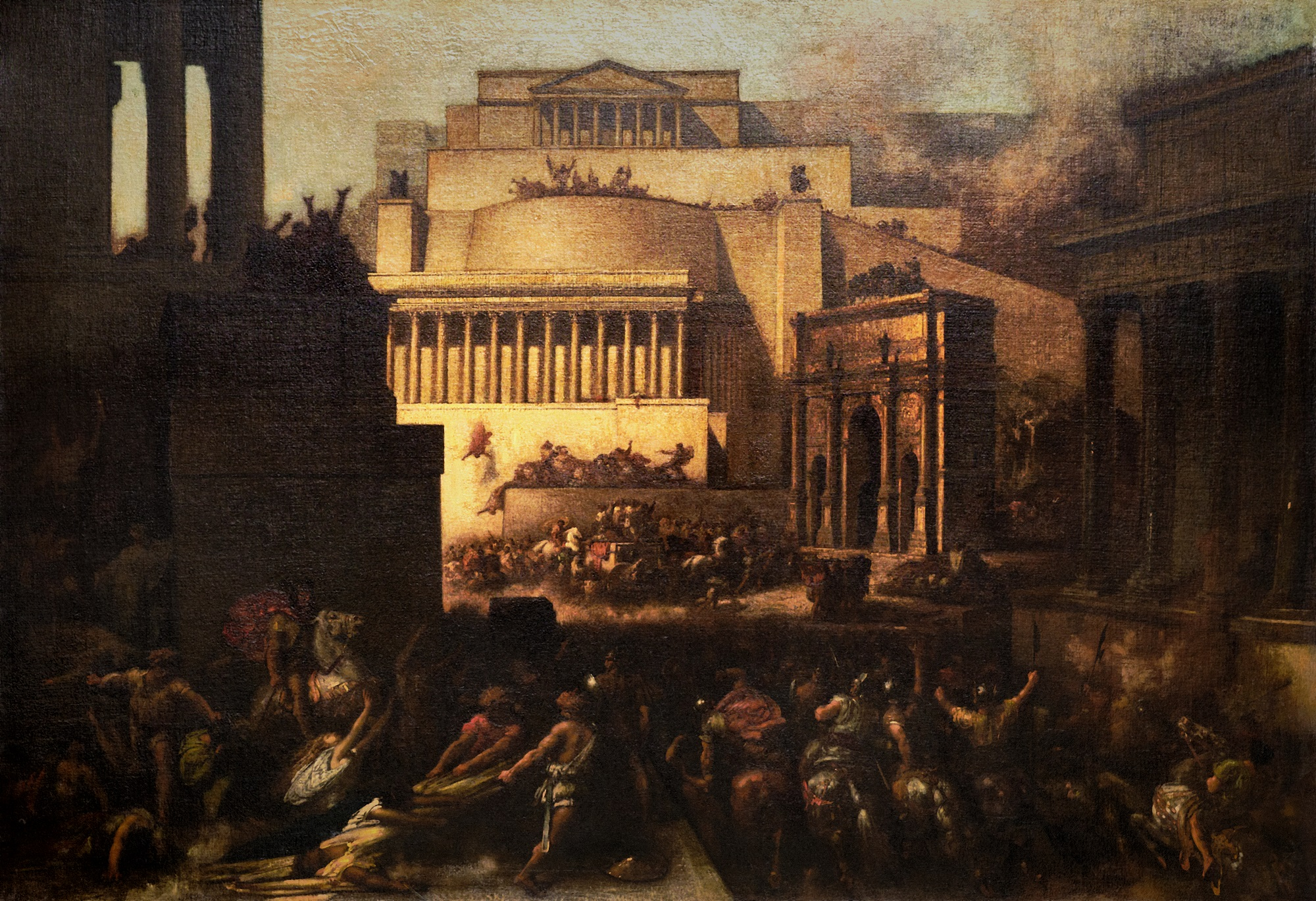
François-Nicolas Chifflart, Le Sac de Rome par les Gaulois, 1863.

### Le paiement de la rançon

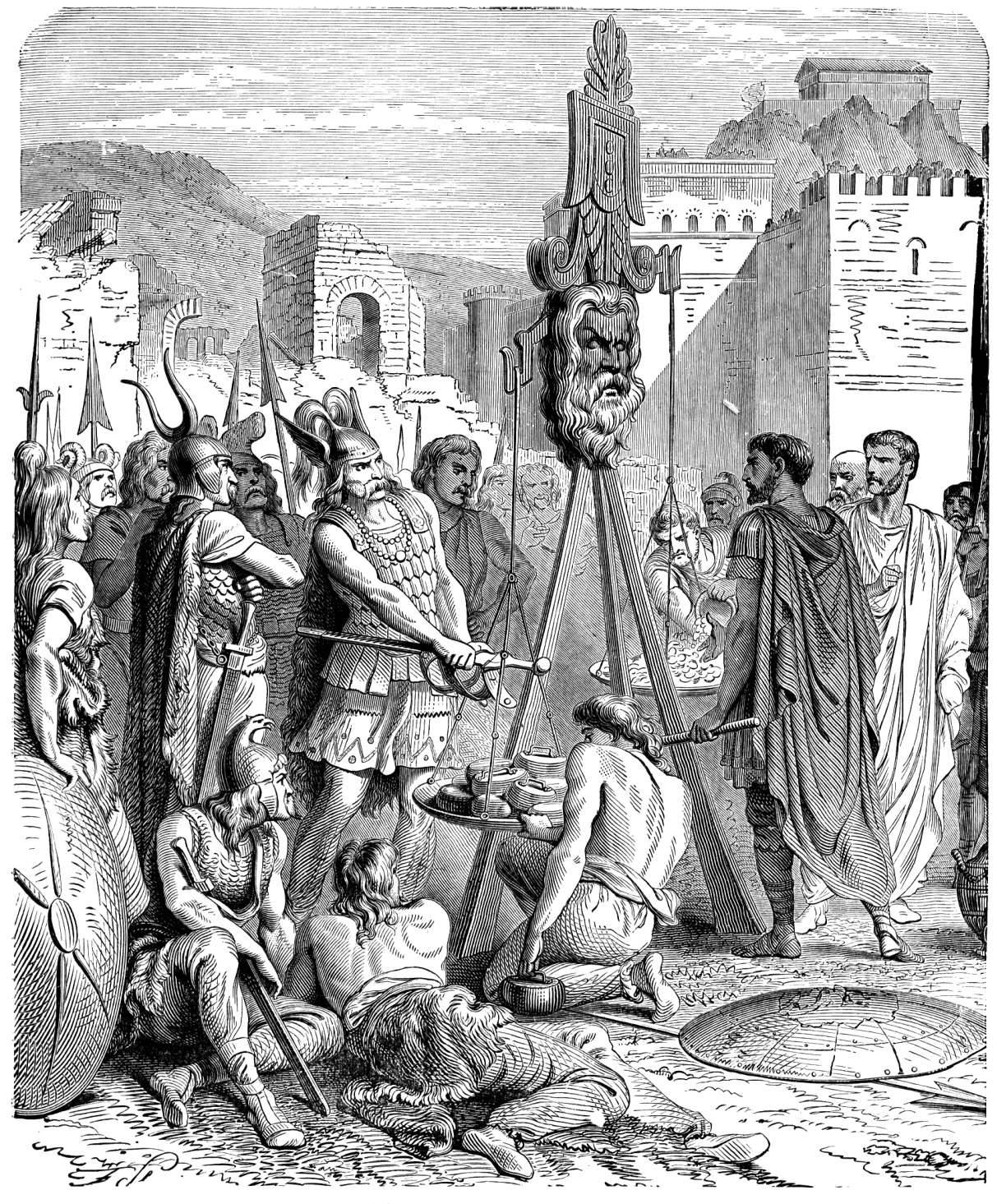
« Brennus posant son épée sur la balance » dans Histoire de France en cent tableaux, Paul Lehugeur, 1886.

Après sept mois de siège, en proie à la famine, les assiégés finissent par négocier leur reddition contre le paiement d'une rançon fixée selon la tradition à 1 000 livres d'or, soit 330 kilogrammes d'or. Le caractère peu glorieux de cet épisode est en partie atténué dans le récit traditionnel par l'attitude avide et provocante que les historiens antiques prêtent aux Gaulois et à leur chef Brennus. Lors de la pesée de la rançon, les Gaulois auraient utilisé des poids truqués. Aux protestations romaines, Brennus aurait répondu de manière éloquente en ajoutant son épée aux poids incriminés, se justifiant du droit des vainqueurs par la phrase « Vae victis ».
Les matrones sont contraintes de sacrifier leurs bijoux afin de payer la rançon, geste qui leur vaudra l'autorisation de se servir du chariot lourd (pilentum) à l'occasion des fêtes.
Selon l'historien grec Polybe, ce sont les Gaulois qui négocient la levée du siège car les Vénètes envahissent leurs terres d'origine en Gaule cisalpine. Pour Tite-Live, c'est une épidémie de peste qui contraint les Gaulois à interrompre le siège et à se retirer de Rome,.

### L'analyse moderne
Il est aujourd'hui admis que les récits antiques ne reposent que sur un maigre fond historique qui se limite au fait qu'une bande de Gaulois a défait une armée romaine et a pu assiéger voire investir la ville de Rome. Cet événement aurait été amplifié par l'annalistique qui s'en serait servi comme décor pour introduire toute une série d'actes dignes et héroïques : le sacrifice des vieux magistrats, la piété exceptionnelle du pontife Caius Fabius Dorsuo ou les exploits aux combats de Marcus Manlius Capitolinus. La portée de l'évènement et les destructions attribuées aux Gaulois ont été amplifiées jusqu'à faire de ce désastre « une crise aux dimensions cosmiques » remettant en cause l'ordre du monde.
Le nombre limité de découvertes d'équipements gaulois du IVe siècle av. J.-C. en Italie remet également en doute la réalité des événements décrits par les auteurs antiques. Des traces d'incendie remontant à cette époque ont bien été retrouvées sur le Palatin, mais rien d'aussi important que l'incendie d'une ville entière. Une destruction à une telle échelle aurait dû laisser davantage de traces sur des monuments de l'époque comme le Forum ou les temples de l'aire de Sant'Omobono. Il paraît plus probable que les Gaulois aient causé des destructions localisées, par exemple en provoquant des incendies touchant essentiellement les habitations en bois. Ils auraient pillé les temples de leurs objets de valeur pour se constituer un butin mais n'auraient pas détruit les monuments. La tradition sur laquelle se reposent les auteurs antiques a certainement exagéré l'ampleur des dégâts et les effectifs gaulois, parlant de « hordes », pour atténuer l'humiliation subie par les Romains. Tite-Live utilise cette prétendue destruction totale pour justifier le manque d'archives pour les premiers siècles de Rome mais ces documents devaient être peu nombreux à cette époque et ont certainement été mis en sûreté à Cæré ou sur le Capitole pour ne pas tomber entre les mains des Gaulois.
Pour Nicholas Horsfall, « les événements de 390 - ou plutôt de 387/6 - sont, dans la forme où ils ont été transmis, un inextricable fatras de récits étiologiques, d'apologies familiales, de doublets et de transferts de l'histoire grecque. ». Ainsi, le nom du chef des Sennons, Brennus, qui n'apparaît qu'à partir de Tite-Live (il ne figure ni chez Polybe ni chez Diodore de Sicile), reflète probablement le nom du chef des Celtes qui ont fait une incursion en Grèce en 280/279. Venceslas Kruta et Valerio Manfredi considèrent que Camille et Marcus Manlius Capitolinus étaient morts lors de l'invasion gauloise et que leur présence dans le récit n'a pas d'autre objet que de sauver l'honneur romain. Enfin, le récit de la prise de Rome s'inspirerait de la prise d'Athènes par les Perses.

## Le destin de la rançon romaine
La tradition est foisonnante à ce sujet. Plusieurs chefs ont voulu s'arroger l'honneur d'avoir récupéré l'or de la rançon, puis plusieurs alliés de Rome (Cæré, Marseille) se sont immiscés dans ce thème.

### La version de Tite-Live: intervention de Camille
Si l'on en croit la tradition livienne, le général Camille intervient ensuite à la tête de son armée de secours juste au bon moment pour contester la légalité de la rançon, tel un « deus ex machina ». Cette position provoque un combat avec les Gaulois de Brennus qui sont défaits. Cette intervention de Camille, l'homme providentiel, est aujourd'hui considérée comme un mensonge de l'annalistique permettant de disculper les Romains de la honte d'avoir dû marchander leur survie.
Tite-Live rapporte d'ailleurs un second combat « plus régulier », sur le chemin de Gabies, combat qui aurait également été remporté par Camille. Plutarque, s'écartant quant à lui de la version de l'historien romain, conteste la première victoire romaine, mais il évoque également un combat sur le chemin de Gabies. Dans cette version, les Romains sont également victorieux, quoique de manière moins complète.

### La version de Strabon: intervention de Cæré
Selon Strabon, le butin emporté par les Gaulois est récupéré quelques années plus tard par les troupes de Cæré qui interceptent les Gaulois de Brennus lors d'une embuscade alors que ceux-ci reviennent de Iapygie. Les Romains sont alors doublement redevables aux Cérites, d'une part pour avoir hébergé les objets sacrés romains, ainsi que les vestales et les flamines, et d'autre part pour avoir récupéré et restitué l'important butin pris par les Gaulois. Rome exprime sa reconnaissance en accordant aux habitants de Cæré des droits élargis (hospitium publicum) comme l'exemption de l'impôt ou du service militaire pour les Cérites résidant à Rome. Les deux villes concluent un traité d'hospitium qui prévoit des avantages sociaux, commerciaux et militaires pour les habitants d'une ville résidant dans l'autre ville (conubium, commercium, militia). Les Cérites concernés ont alors le privilège et l'honneur de voir leurs noms figurer sur les listes des citoyens romains sur des tables spéciales, les « tables cérites » (tabulæ Cærites).

### La version desLivii Drusi
Suétone garde quant à lui le souvenir d'une tradition plus ancienne revendiquée par la famille des Livii Drusi. Il affirme que les Gaulois sont partis avec la rançon qui n'aurait été récupérée que près d'un siècle plus tard, par le propréteur de Gaule cisalpine Drusus, lors de la campagne contre les Sénons menée par Publius Cornelius Dolabella en 283 av. J.-C.,

## Les conséquences

### Un traumatisme durable
Selon Tite-Live et Plutarque, après une occupation longue de sept mois, la ville de Rome est totalement mise à sac, détruite et brûlée, à l'exception de la colline du Capitole. Sur le plan extérieur, il faut selon Polybe trente ans aux Romains pour qu'ils retrouvent la position hégémonique dans le Latium que leur a conférée la prise de Véies en 396 av. J.-C.
Pour les Romains, cet événement reste ancré dans les consciences et devient un traumatisme national. Les récits, notamment celui de Tite-Live qui connaît la plus grande postérité, s'accordent à reconnaître le sac de Rome comme une souillure d'ordre sacré. Outre les mauvais présages rapportés par l'historien avant les événements, Tite-Live indique que le dictateur Camille s'occupe avant tout de faire reconstruire et purifier les temples, puis il fait rendre hommage aux dieux protecteurs de la cité. Le traumatisme touche à l'essence même de la nation romaine.
L'existence même de la cité semble menacée puisque peu après le départ des Gaulois, les tribuns de la plèbe, soutenus par le peuple, défendent l'idée d'un transfert de la capitale romaine du site de Rome vers celui de Véies, plus facile à défendre. Camille, chef du parti de la reconstruction in situ, doit s'opposer fermement à cette idée et finit par convaincre le peuple romain,. Il gagne à cette occasion le surnom de « second fondateur de Rome », le hissant à un niveau égal à celui de Romulus.

### La reconnaissance de Rome par le monde grec
La nouvelle de la prise de Rome par les Gaulois se diffuse rapidement dans tout le monde grec, relayée par des auteurs contemporains tels que Théopompe ou Aristote. La ville de Rome, une cité méconnue des Grecs, est subitement mise sur le devant de la scène, jusqu'à être qualifiée de cité grecque par certains auteurs. Selon Trogue Pompée, gallo-romain contemporain d'Auguste, des cités grecques telle que Massilia proposent même une aide financière pour compenser la rançon emportée par les Gaulois.
Le sort subi par les Romains, victimes d'un raid de pillage gaulois, les rapproche des Grecs de Delphes dont le sanctuaire est également pillé par des Gaulois en 278 av. J.-C. Ces incursions celtiques permettent aux mondes romain et grec de se trouver un ennemi commun définissant la barbarie par contraste au monde civilisé que les Romains et les Grecs représentent et défendent.

### Le renforcement de l'enceinte servienne
L'invasion gauloise a mis en évidence combien la ville de Rome est vulnérable dès que l'armée romaine ne peut repousser l'ennemi avant que ce dernier n'atteigne les limites de la ville. L'agger servien qui entoure la ville, simple montée de terre, n'est plus suffisant. Au cours de la reconstruction de Rome, une dizaine d'années après le sac, en 378 av. J.-C., il est décidé de renforcer ce système de défense en le complétant par un mur de pierre, haut de 7 mètres et large de 3,70 mètres. Le mur est construit avec des blocs de tuf de meilleure qualité que le tuf que les Romains utilisaient jusqu'à présent, provenant de carrières proches de Véies que la chute de la ville a mises à disposition des Romains.

### La conquête de la Gaule cisalpine
Le sac de Rome provoque une peur du Gaulois profondément ancrée dans l'inconscient collectif, ce qui peut expliquer en partie le fait que plus tard, les Romains accordent toute leur attention à neutraliser la menace gauloise. Cette volonté de repousser cette menace aboutit à la conquête de la Gaule cisalpine qui s'achève dans le courant du IIe siècle av. J.-C.

### Ouvrages sur l'histoire romaine
- Ouvrages généraux :
  - (en) Gary Forsythe, A Critical History of Early Rome : from Prehistory to the First Punic War, University of California Press, 2006, 400 p.
  - (en) Tim Cornell, The Beginnings of Rome : Italy and Rome from the Bronze Age to the Punic Wars (c.1000–264 BC), Routledge, 2012, 528 p.
  - Mireille Cébeillac-Gervasoni, « Politique extérieure de Rome jusqu'aux guerres samnites », dans Jean-Pierre Martin, Alain Chauvot et Mireille Cébeillac-Gervasoni, Histoire romaine, Paris, Armand Colin, coll. « Collection U Histoire », 2003, 471 p. (ISBN 2-200-26587-5), p. 64-105.
  - Jacques Heurgon, Rome et la Méditerranée occidentale : jusqu'aux guerres puniques, Paris, Presses universitaires de France, coll. « Nouvelle Clio », 1993, 477 p. (ISBN 2-13-045701-0).
  - Dominique Briquel, « Le tournant du IVe siècle », dans François Hinard (dir.), Histoire romaine : des origines à Auguste, Fayard, 2000, 1075 p. (ISBN 978-2-213-03194-1), p. 203-243.
- Ouvrages sur le sac de Rome :
  - (en) Alexandr Koptev, « The massacre of Old Men by the Gauls in 390 B.C. and the Social Meaning of Old Age in Archaic Rome », dans Christian Krötzl et Katariina Mustakallio (dir.), On Old Age : approaching Death in Antiquity and the Middle Ages, Brepols Publishers, 2011 (ISBN 978-2-503-53216-5), p. 153-182.
  - Dominique Briquel, La prise de Rome par les Gaulois, lecture mythique d'un événement historique, Paris, Presses de l’université Paris-Sorbonne, 2008, 450 p. (ISBN 978-2-84050-580-8).
  - (en) Antti Lampinen, « Narratives of Impiety and Epiphany : Delphic Galatomachy and Roman Traditions of the Gallic Sack », Studia Celtica Fennica, Université de Turku, Finlande, Finnish Society for Celtic Studies, no 5,‎ 2008, p. 39-54.
  - (en) James H. Richardson, The Fabii and the Gauls : studies in historical thought and historiography in Republican Rome, Stuttgart, Franz Steiner Verlag, 2012, 186 p. (ISBN 978-3-515-10040-3).

### Ouvrages sur le monde celtique
- Alain Deyber, Les Gaulois en guerre : stratégies, tactiques et techniques. Essai d'histoire militaire (IIe-Ier siècles av. J.-C.), Errance, 2009, 526 p.
- Venceslas Kruta, Les Celtes : histoire et dictionnaire, des origines à la romanisation et au christianisme, Paris, Laffont, coll. « Bouquins », 2000, 1 005